# Дер
Дер (шум. DI-E-IR) або дурум — шумерське місто в Стародавньому Дворіччя (Месопотамія), розташоване за Тигром в бік Еламу, неподалік від сучасного іракського міста Бадра.
Хоча про нього є згадки починаючи з давньо аккадського і аж до селевкідського періоду, Дер мав деяке політичне значення, як столиця області (її називали Ямутбал), лише недовгий час — на початку раннього старовавилонського періоду.

## Царі Дера
- Ніднуша
- Ануммуттаббіль